# Biol (Isère)
Biol település Franciaországban, Isère megyében. Lakosainak száma 1536 fő (2022. január 1.). Biol Succieu, Torchefelon, Belmont, Châteauvilain, Doissin, Eclose-Badinières és Montrevel községekkel határos.

## Népesség
A település népességének változása:
| Lakosok száma | 810  | 972  | 1025 | 1295 | 1405 | 1398 | 1419 | 1454 | 1488 | 1536 |
|               | 1968 | 1982 | 1990 | 2006 | 2013 | 2015 | 2017 | 2019 | 2020 | 2022 |